# Daytona Beach Challenger
Il Daytona Beach Challenger è stato un torneo professionistico di tennis giocato su campi in cemento. Faceva parte dell'ATP Challenger Series. L'unica edizione si è disputata a Daytona Beach negli Stati Uniti.

## Albo d'oro

### Singolare
| Anno | Campione        | Finalista  | Punteggio     |
| ---- | --------------- | ---------- | ------------- |
| 1996 | Andrej Čerkasov | Tommy Haas | 7–6, 3–6, 7–5 |

### Doppio
| Anno | Campioni                          | Finalisti                | Punteggio     |
| ---- | --------------------------------- | ------------------------ | ------------- |
| 1996 | Justin Gimelstob Jeff Salzenstein | Chad Clark Mark Merklein | 7–6, 3–6, 7–5 |